# Hermano de Saxe-Weimar-Eisenach
Hermano de Saxe-Weimar-Eisenach (4 de agosto de 1825 - 31 de agosto de 1901) foi um príncipe de Saxe-Weimar-Eisenach e duque da Saxónia. Foi também um general de Württemberg.

## Biografia
Hermano era o terceiro filho do príncipe Bernardo de Saxe-Weimar-Eisenach e da sua esposa, a duquesa Ida de Saxe-Meiningen, filha do duque Jorge I de Saxe-Meiningen. Era sobrinho da rainha Adelaide do Reino Unido.
Em 1840, Hermano juntou-se à academia militar de Württemberg. Tornou-se major-general e, a partir de 1859, foi comandante da Divisão Real da Cavalaria de Württemberg. Recebeu várias medalhas, incluindo a Ordem de Alexandre Nevsky, a Grande Cruz da Ordem do Falcão Branco, a Ordem de São Estêvão da Hungria e a Ordem da Coroa.
Morreu a 31 de Agosto de 1901 e foi enterrado no Pragfriedhof em Estugarda.
O Weimarstraße em Estugarda foi baptizado em sua honra.

## Casamento e descendência
Hermano casou-se a 17 de junho de 1851 em Friedrichshafen com a princesa Augusta de Württemberg, filha mais nova do rei Guilherme I de Württemberg. Tiveram os seguintes filhos:
1. Paulina de Saxe-Weimar-Eisenach (25 de julho de 1852 - 17 de maio de 1904), casada com Carlos Augusto, Príncipe-Herdeiro de Saxe-Weimar-Eisenach; com descendência.
2. Guilherme de Saxe-Weimar-Eisenach (31 de dezembro de 1853 - 15 de dezembro de 1924), casado com a princesa Gerta de Isenburg-Büdingen-Wächtersbach; com descendência.
3. Bernardo de Saxe-Weimar-Eisenach (10 de outubro de 1855 - 23 de dezembro de 1907), casado morganáticamente com Marie Louise Brockmüller; sem descendência. Casado depois com a condessa Elisabeth von der Schulenburg; sem descendência.
4. Alexandre de Saxe-Weimar-Eisenach (22 de junho de 1857 - 5 de setembro de 1891), nunca se casou nem teve filhos.
5. Ernesto de Saxe-Weimar-Eisenach (9 de agosto de 1859 - 19 de janeiro de 1909), nunca se casou nem teve filhos.
6. Olga de Saxe-Weimar-Eisenach (8 de setembro de 1869 - 12 de janeiro de 1924), casada com o príncipe Leopoldo de Isenburg-Büdingen; com descendência.

## Genealogia
| Hermano de Saxe-Weimar-Eisenach | Pai: Bernardo de Saxe-Weimar-Eisenach | Avô paterno: Carlos Augusto de Saxe-Weimar-Eisenach | Bisavô paterno: Ernesto Augusto II, Duque de Saxe-Weimar-Eisenach   |
| Hermano de Saxe-Weimar-Eisenach | Pai: Bernardo de Saxe-Weimar-Eisenach | Avô paterno: Carlos Augusto de Saxe-Weimar-Eisenach | Bisavó paterna: Ana Amália de Brunsvique-Volfembutel                |
| Hermano de Saxe-Weimar-Eisenach | Pai: Bernardo de Saxe-Weimar-Eisenach | Avó paterna: Luísa de Hesse-Darmstadt               | Bisavô paterno: Luís IX de Hesse-Darmstadt                          |
| Hermano de Saxe-Weimar-Eisenach | Pai: Bernardo de Saxe-Weimar-Eisenach | Avó paterna: Luísa de Hesse-Darmstadt               | Bisavó paterna: Carolina de Zweibrücken                             |
| Hermano de Saxe-Weimar-Eisenach | Mãe: Ida de Saxe-Meiningen            | Avô materno: Jorge I de Saxe-Meiningen              | Bisavô materno: António Ulrico, Duque de Saxe-Meiningen             |
| Hermano de Saxe-Weimar-Eisenach | Mãe: Ida de Saxe-Meiningen            | Avô materno: Jorge I de Saxe-Meiningen              | Bisavó materna: Carlota Amália de Hesse-Philippsthal                |
| Hermano de Saxe-Weimar-Eisenach | Mãe: Ida de Saxe-Meiningen            | Avó materna: Luísa Leonor de Hohenlohe-Langenburg   | Bisavô materno: Cristiano Alberto, Príncipe de Hohenlohe-Langenburg |
| Hermano de Saxe-Weimar-Eisenach | Mãe: Ida de Saxe-Meiningen            | Avó materna: Luísa Leonor de Hohenlohe-Langenburg   | Bisavó materna: Carolina de Stolberg-Gedern                         |